# Proud Mary
〈Proud Mary〉는 미국 록 밴드 크리던스 클리어워터 리바이벌이 1969년 1월에 발매한 싱글이다. 대한민국의 가수 조영남이 〈물레방아 인생〉이라는 이름으로 리메이크하였다.